# Мяги, Пауль
Пауль Мяги (эст. Paul Mägi; род. 13 октября 1953, Таллин) — эстонский дирижёр. Заслуженный деятель искусств Эстонской ССР. Лауреат Государственных премий Латвии (1994) и Эстонии (2000) в области культуры.
Окончил Таллинскую консерваторию (1980) как трубач, играл также на скрипке, наряду с академической музыкой выступал как джазовый музыкант. С 1978 г. руководил камерным оркестром Эстонского радио. В 1980—1984 гг. изучал дирижирование в Московской консерватории под руководством Геннадия Рождественского, затем несколько лет был его ассистентом в Симфоническом оркестре Министерства культуры СССР. Одновременно с 1984 г. был одним из дирижёров Театра оперы и балета «Эстония». В 1990—1994 гг. главный дирижёр Латвийского государственного симфонического оркестра, затем в 1995—2002 гг. художественный руководитель оркестра Национальной оперы «Эстония». С 2004 г. возглавляет Уппсальский камерный оркестр, с которым осуществил несколько заметных записей — от Юхана Хельмика Румана до Хельмера Александерссона. Одновременно с 2011 г. художественный руководитель театра «Ванемуйне» в Тарту.